# Municipio de Webster (condado de Harrison)
El municipio de Webster (en inglés: Webster Township) es un municipio ubicado en el condado de Harrison en el estado estadounidense de Indiana. En el año 2010 tenía una población de 1781 habitantes y una densidad poblacional de 22,77 personas por km².

## Geografía
El municipio de Webster se encuentra ubicado en las coordenadas 38°8′29″N 86°3′14″O / 38.14139, -86.05389. Según la Oficina del Censo de los Estados Unidos, el municipio tiene una superficie total de 78.23 km², de la cual 78,23 km² corresponden a tierra firme y (0 %) 0 km² es agua.

## Demografía
Según el censo de 2010, había 1781 personas residiendo en el municipio de Webster. La densidad de población era de 22,77 hab./km². De los 1781 habitantes, el municipio de Webster estaba compuesto por el 97,53 % blancos, el 0,62 % eran afroamericanos, el 0,28 % eran amerindios, el 0,51 % eran asiáticos, el 0,06 % eran isleños del Pacífico y el 1,01 % eran de una mezcla de razas. Del total de la población el 0,45 % eran hispanos o latinos de cualquier raza.